# (2784) Domeyko
(2784) Domeyko és un asteroide pertanyent al cinturó d'asteroides descobert per Carlos Torres des de l'estació de Cerro El Roble, Xile, el 15 d'abril de 1975.
Inicialment va ser designat com 1975 GA. Més tard es va anomenar en honor del químic i mineralogista xilè d'origen polonès Ignacio Domeyko (1802-1889).
Domeyko orbita a una distància mitjana de 2,243 ua del Sol, podent allunyar-se fins a 2,631 ua i acostar-s'hi fins a 1,854 ua. La seva excentricitat és 0,1733 i la inclinació orbital 6,695°. Empra 1227 dies a completar una òrbita al voltant del Sol.